# Seleuco I
Seleuco Nicatore (in greco antico: Σέλευκος Νικάτωρ?, Séleukos Nikátōr; Europo, 358 a.C. circa – Lisimachia, 281 a.C.), chiamato nella storiografia moderna Seleuco I, è stato un sovrano macedone antico.
Fu prima diadoco di Alessandro Magno e poi primo sovrano dell'impero seleucide, che da lui prese il nome. Seleuco fondò diverse città durante il suo regno, tra cui Antiochia (300 a.C.), Edessa e Seleucia al Tigri (305 a.C. circa); questo processo finì con il tempo per spopolare gradualmente Babilonia.

## Biografia

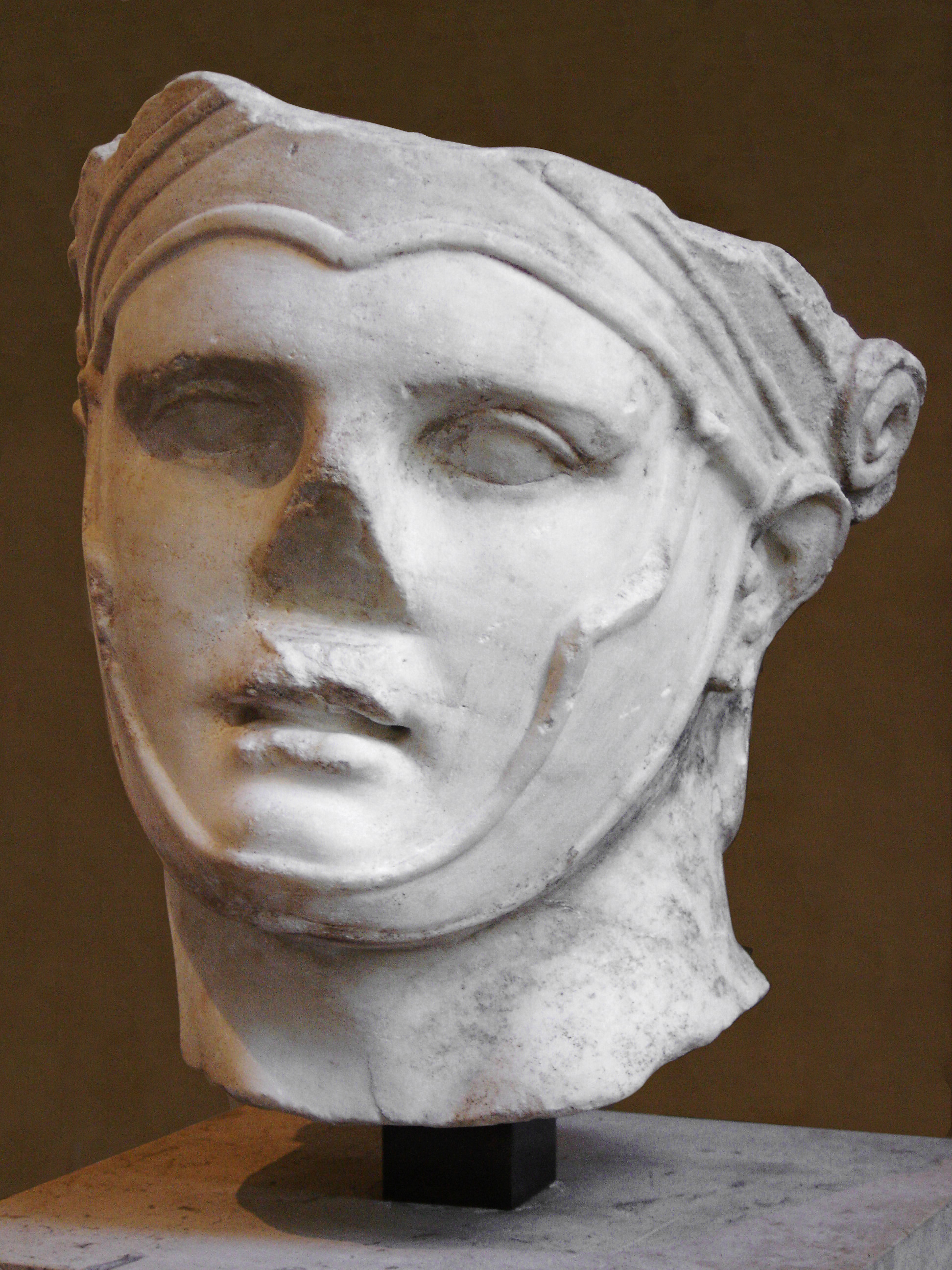
Ritratto di Seleuco I (arte romana di fattura siriana, del I o del II secolo d.C.), oggi al Louvre

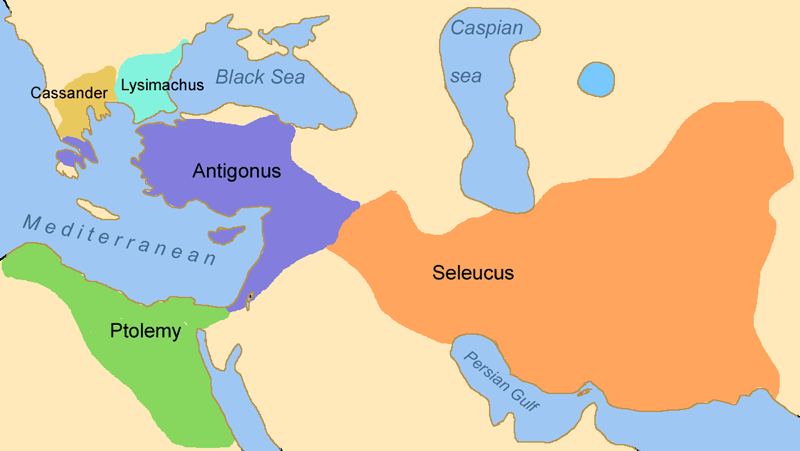
Regni dei diadochi

Figlio di un generale macedone chiamato Antioco, seguì Alessandro Magno nella sua campagna d'Asia nel 333 a.C. Dopo essersi distinto in India nel 326 a.C., fu nominato chiliarca. Nella primavera del 324 a.C. sposò, a Susa, nel corso dei matrimoni collettivi disposti da Alessandro, Apama, figlia del principe battriano Spitamene.
Alla morte di Alessandro, nel 323 a.C. la sua carica corrispondeva a quella di un attuale ministro. Membro dell'entourage del reggente Perdicca, fece parte del complotto dei diadochi che lo assassinarono nel 321 a.C. In occasione della seconda divisione dell'impero che avvenne nello stesso anno, ricevette la satrapia di Babilonia.
Nel 316 a.C., sentendosi minacciato da Antigono Monoftalmo, satrapo della Frigia, che cercava di ricostituire a suo vantaggio l'impero di Alessandro, Seleuco fuggì in Egitto, dove si alleò con Tolomeo I e con i diadochi (Cassandro e Lisimaco), contro Antigono. Nel 312 a.C., batté Demetrio I Poliorcete, figlio di Antigono, a Gaza, e recuperò il suo dominio, aggiungendovi la Media e la Susiana (l'attuale Khūzestān). È in questo anno che si fa normalmente iniziare l'impero dei Seleucidi.
Nella battaglia di Gaza perì Peithon, figlio di Agenore, uno dei generali dell'esercito di Alessandro Magno, il quale partecipò alla campagna militare in India e ne divenne satrapo dal 325 al 316 a.C., per essere poi nominato nel 316 satrapo di Babilonia da Antigono. La morte di Peithon creò l'opportunità per Seleuco I Nicatore di tornare ad essere satrapo di Babilonia.

Moneta d'argento di Seleuco. Iscrizione in greco ΒΑΣΙΛΕΩΣ ΣΕΛΕΥΚΟΥ (re Seleuco).

In seguito Seleuco estese il suo impero fino all'Indo, ma non riuscì a sottomettere il Punjab, dopo la guerra contro il re indiano Chandragupta, a cui dovette cedere parte dell'Arachosia e della Gedrosia (l'attuale Belucistan). Nel 305 a.C., con l'estinzione della linea reale macedone, si proclamò re. Nel 301 a.C., tornato in occidente, si alleò a Lisimaco e uccise Antigono nella battaglia di Ipso. Annetté la Siria la Mesopotamia e la parte orientale dell'Asia Minore, mentre Tolomeo si rifiutò di lasciargli la Celesiria. Con l'obiettivo di regnare sul mare fondò la città di Antiochia sull'Oronte. Vi trasferì la capitale, prima situata a Seleucia sul Tigri, città che aveva fondato nel 307 a.C. In quegli anni fondò anche Laodicea al Mare.
Nel 293 a.C., nominò il figlio Antioco I vice-re. Nel 283 a.C., si liberò prima di Demetrio Poliorcete, fatto prigioniero due anni prima nella campagna per conquistare la Caria e la Cilicia, e poi di Lisimaco nella battaglia di Corupedio del 281 a.C., aggiungendo così ai suoi domini la parte occidentale dell'Asia Minore, la Tracia, la Grecia e la Macedonia. Nel tentativo di sottomettere definitivamente quest'ultima, morì nel 281 a.C. presso Lisimachia, assassinato da Tolomeo Cerauno.